# Stoelstraat
De Stoelstraat is een straat in Brugge.

## Beschrijving
De Stoelstraat is een steeg, zo bescheiden dat, hoewel ongetwijfeld al van oudsher bestaande, pas in de 16de eeuw de naam voor het eerst in documenten opdook. Er lijkt geen uitleg te vinden te zijn over hoe de straat aan deze naam kwam.
De straat is tot een paar decennia na de Tweede Wereldoorlog een volkse mini-buurtschap gebleven. In de rij 18de- en 19de-eeuwse arbeidershuisjes vormden de bewoners binnen de Sint-Annawijk een aparte hechte gemeenschap. Dit kwam onder meer tot uiting bij de jaarlijkse Sint-Annafeesten op en rond 26 juli. De straat had een eigen feestcomité, uitsluitend vrouwen, die eigen feestelijkheden organiseerden. Door de inwoners werd straatversiering gemaakt: slingers van dennengroen en bloemen rond de deurlijsten, guirlandes van gekleurd papier om over de straat te hangen, veelkleurige lampions met kaarsen, vlaggetjes, enz. De traditionele volksspelen werden georganiseerd, zelfstandig van wat elders in de wijk gebeurde. In twee van de huisjes bevonden zich in de 19de eeuw kleine herbergen, ontmoetingsplaatsen voor de straatbewoners, los van de tientallen cafés die men in de nabije Langestraat aantrof. In Stoelstraat 1 was het een naamloos café, in Stoelstraat 4 was de naam In de Distelvink.
In de tweede helft van de jaren 1960 grepen grondige wijzigingen plaats. Het nabijgelegen Vuldersreitje werd overwelfd en hierdoor ontstond een terrein dat werd voorbestemd om als wijkparking te dienen. Naast een inrit kant Rodestraat wilde men ook een uitrit kant Stoelstraat en hiervoor werden een paar huizen gesloopt. Andere huisjes werden eveneens afgebroken en door nieuwe en grotere woningen vervangen. De oorspronkelijke proletarische bevolking verdween uit de straat. De korte toegangsweg van de Stoelstraat naar de parkeerplaats kreeg de naam Vuldersreitje.
De nauwe straat (3 à 5 meter breed) mondt in de Langestraat uit rechtover het vroegere gastenhuis van het kartuizerklooster en loopt aan de andere kant naar de Peperstraat.